# NGC 2775
NGC 2775 ist eine Spiralgalaxie vom Hubble-Typ Sab im Sternbild Krebs auf der Ekliptik. Sie ist schätzungsweise 54 Millionen Lichtjahre von der Milchstraße entfernt und hat einen Durchmesser von etwa 80.000 Lichtjahren. Gemeinsam mit NGC 2777 und PGC 25556 bildet sie die kleine Galaxiengruppe NGC 2775-Gruppe (LGG 169).
Die Typ-Ia-Supernova SN 1993Z wurde hier beobachtet.
Das Objekt wurde am 19. Dezember 1783 von William Herschel entdeckt.

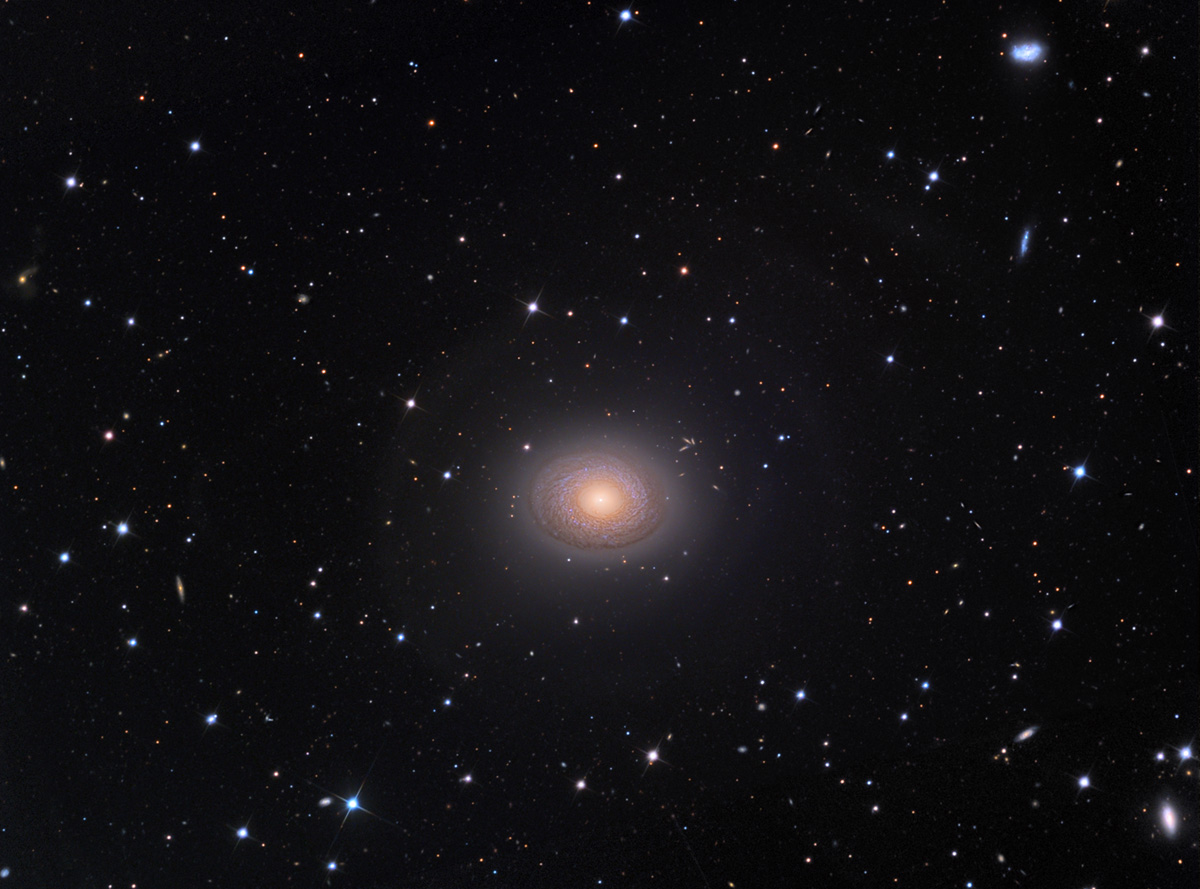
Panoramaaufnahme des 81 cm-Spiegelteleskops des Mount-Lemmon-Observatoriums
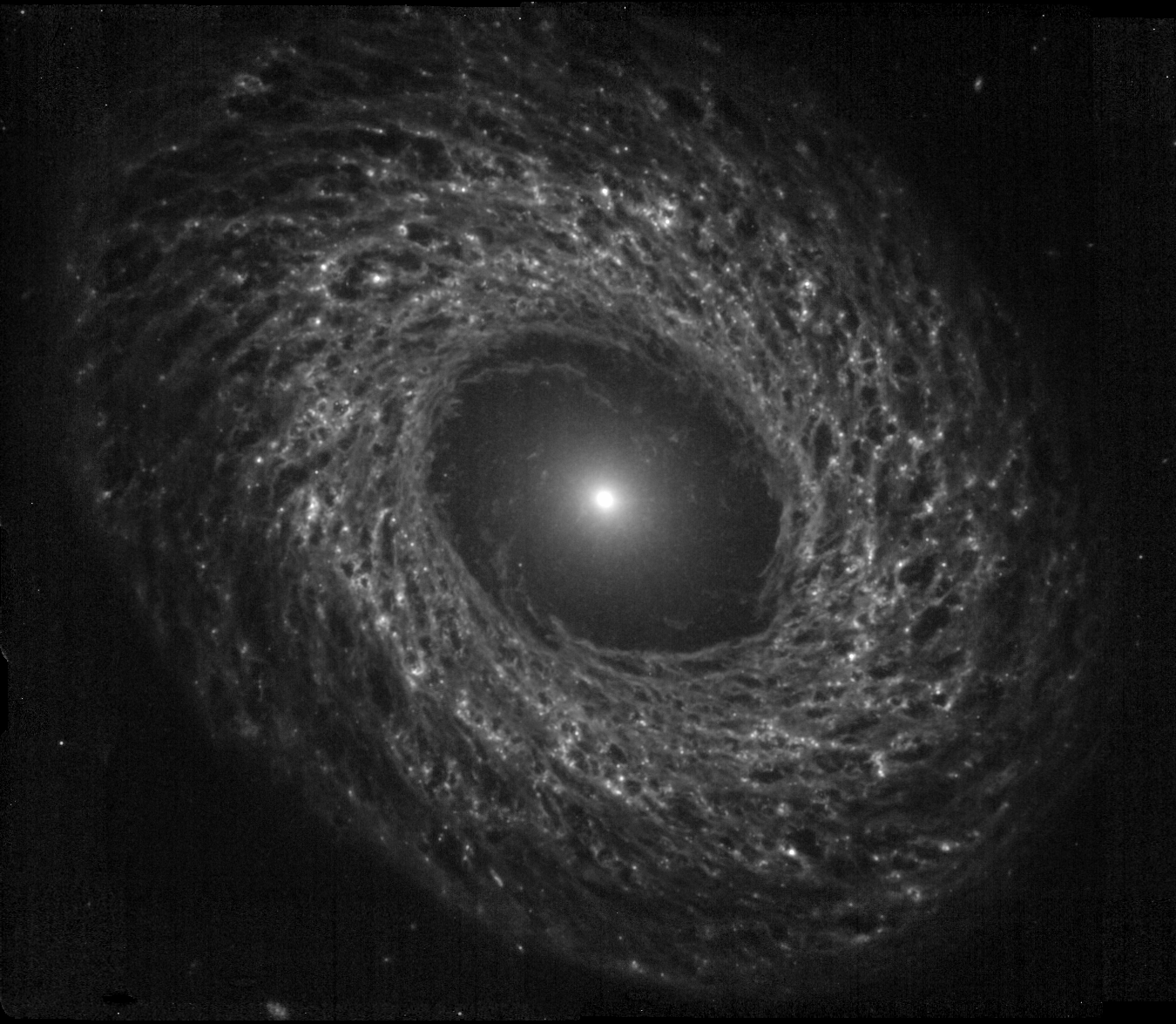
MIRI-Aufnahme mithilfe des James-Webb-Teleskops

## NGC 2775-Gruppe (LGG 169)
| Galaxie   | Alternativname | Entfernung / Mio. Lj |
| --------- | -------------- | -------------------- |
| PGC 25556 | UGC 4781       | 58                   |
| NGC 2777  | PGC 25876      | 61                   |
| NGC 2775  | PGC 25861      | 54                   |